# Aribert Heim
Aribert Ferdinand Heim (28. lipnja 1914. – 10. kolovoza 1992. (pretpostavka)) bio je bivši liječnik u Austriji, također poznat pod nadimkom Dr. Smrt. Kao SS-ovski liječnik u koncentracijskom logoru Mauthausen, optužen je za ubijanja i mučenja ljudi svojim raznim metodama, kao što je ubrizgavanje otrova izravno u srce žrtve. Pretpostavlja se da je dugo godina živio u Cairu, Egipat alias Tarek Farid Hussein, i kako njegovi poznanici kažu, preminuo tamo 10. kolovoza 1992. od raka. Njegov grob i tijelo nisu nađeni. Na kraju BBC-ovog dokumentarnoga filma, snimljenoga 12. rujna 2009., izjavljeno je da je njemačka policija posjetila Cairo 2009., no nije pronašla dokaze o Heimovoj smrti.

## Rani život
Haim je rođen u Bad Radkersburgu, Austro-Ugarska. Bio je sin policajca i domaćice. Studirao je medicinu u Grazu, a doktorat obranio u Beču. SS-u se pridružio odmah nakon Anschlussa. Dobrovoljno je služio u Waffen SS-u u proljeće 1940., gdje je dobio čin Hauptsturmführera (satnik).

## Koncentracijski logor Mauthausen
U listopadu 1941., Heim je poslan na službu u koncentracijski logor Mauthausen, gdje je izvodio medicinske pokuse nad zatvorenicima. Kasnije je poslan na službu u SS-ovsku poljsku bolnicu u Beču.
Zatvorenici u logoru Heima su nazivali "Doktor Smrt". Oko dva mjeseca (od listopada do prosinca 1941.), Heim je boravio u kampu zvanome Ebensee kod Linza, Austrija, gdje je izvodio eksperimente nad Židovima, slično kao što je to radio u Auschwitzu Josef Mengele. Židovski zatvorenici zatrovani su raznim otrovima ubrizganim izravno u srce - uključujući i benzin, vodu, fenol i otrov - koji bi izazvali bržu smrt. Prijavljeno je da je vadio i organe iz žrtava bez anestezije.
Prema svjeočenju bivšeg židovskog logoraša, osamnaestogodišnji Židov je došao u kliniku s nožnom upalom. Heim ga je pitao zašto je tako fit. Rekao je da je to zato što je bio bivši nogometaš i plivač. Umjesto da mu izliječi nogu, Heim ga je stavio pod anesteziju, rastvorio ga, razdvojio jedan bubreg, drugi izvadio i kastrirao ga. Skinuo mu je glavu i iz nje povadio meso, a lubanju je koristio kao ukras.

## Kasnija karijera
Od veljače 1942. Heim je služio u 6. SS gorskoj diviziji "Nord" u sjevernoj Finskoj, posebice u Ouluskoj bolnici kao SS-ovski liječnik. Njegova služba trajala je do listopada 1942.
15. ožujka 1945. Heima su uhitili američki vojnici i poslali u logor ratnih zarobljenika. Pušten je i radio kao ginekolog u Baden-Badenu do nestanka 1962.; nazvao je obitelj i rekao da ga čeka policija. Ispitivan od policije još ranije, pretpostavio je razlog, (međunarodna tjeralica izdata je na taj nadnevak) i počeo se skrivati. Po njegovome sinu Rüdigeru Heimu, vozio se preko Francuske i Španjolske do Maroka, gdje napokon stiže u Egipat preko Libije.
Nakon Aloisa Brunnera (pomoćnika Adolfa Eichmanna), Heim je drugi najtraženiji nacist.

## Prelazak na islam i pretpostavljena smrt
2006. jedan njemački list objavio je da je Heim imao kćer Waltraudu, koja živi u predgrađu Puerto Montta, Čile, a umrla je 1993. Međutim, kada je pokušala preuzeti milijunsko naslijeđe s njegovoga imena, nije bila u stanju dokazati smrt svoga oca.
U kolovozu 2008., da bi preuzeo očevu imovinu, njegov sin tražio je da se njegov otac proglasi mrtvim; imovinu je planirao predati istraživanju o zločinima počinjenim u logorima.
Nakon godina navodno lažnih viđenja,okolnosti Heimova bijega, život u skrivanju i smrt objavila je njemačka televizija ZDF i New York Times u veljači 2009. Izjavili su kako je Heim živio pod lažnim imenom, Tarek Farid Hussein, u Egiptu i da je preminuo od raka crijeva u Cairu 1992.
Heim se preselio u Cairo 1962. gdje je prešao na islam. Prema susjedima, "Njegov život bio je raspoređen:vježba u jutro, molitve u džamiji Al-Azhar i dugo čitanje i pisanje dok sje sjedio na stolici za ljuljanje." Istraživanjem se pronašla smrt Egipćanina pod tim imenom, te je izvještaj potvrdio njegovu smrt.
U intervjuu u obiteljskoj vili u Baden-Badenu njegov sin potvrdio je da je bio s ocem u Egiptu prije njegove smrti. Heimov sin tvrdi kako se posjet dogodio u vrijeme Olimpijskih igara 1992., a da je Heim preminuo odmah dan poslije završetka igara
2008., Heimovo ime našlo se na popisu deset najtraženijih nacista kojeg je izdao Simon Wiesenthal Centar.,